# Leonard John Brass
Leonard John Brass (17 de mayo de 1900 hasta 29 de agosto de 1971) fue un botánico, colector botánico y explorador australiano y estadounidense. Nació en Toowoomba, Queensland. Fue preparado en el Herbario de Queensland, para el que recogió muestras de plantas desde 1930 hasta la década de 1960, además de participar en varias expediciones internacionales a Nueva Guinea, las Islas Salomón y África.
Desde 1939 hasta 1966 fue un curador asociado de las Archbold Expedición colecciones con el Museo Americano de Historia Natural. Se le relaciona con la Estación Biológica Archbold en Lake Placid, Florida , a la que ayudó a formular la estructura organizativa que tiene hoy, y también donde vivió entre las expediciones. En el curso de sus numerosas expediciones a Nueva Guinea era un gran coleccionista de especímenes de plantas para el Arnold Arboretum en Massachusetts. Estaba especialmente interesado en la relación entre las floras de Australia y Nueva Guinea.
Brass fue director de operaciones de campo para una expedición en 1949 a 1950 en la zona tropical de África, patrocinado por las empresas Upjohn y Penick, para encontrar precursores para la fabricación de la cortisona. Posteriormente fue asesor de un estudio de Arnold Arboretum para buscar plantas medicinales en el oeste del Pacífico, además de servir en una Fundación Nacional de Ciencias del panel con respecto al estudio botánico de las islas del Océano Índico.
Brass sirve en el ejército canadiense durante la Segunda Guerra Mundial, se convirtió en ciudadano naturalizado de los Estados Unidos en 1947 y recibió un doctorado honorario de la Universidad Estatal de Florida en Tallahassee en 1962. En la Florida fue activo, con Richard Archbold, en el establecimiento del Corkscrew Swamp Sanctuary en 1955. Se retiró del Museo Americano de Historia Natural en 1966 y regresó a Australia, donde murió a Cairns, Queensland en 1971. Brass estuvo casado con María Schiavone, quien murió en 1954.

## Expediciones
Expediciones en las que Brass participa que incluye:
- Nueva Guinea (1925-1926) para el Arnold Arboretum
- Islas Salomón (1932-1933) para el Arnold Arboretum
- Nueva Guinea (1933-1934), primera Archbold Nueva Guinea Expedición, plantas para Arnold Arboretum
- Nueva Guinea (1936-1937), segundo Archbold Nueva Guinea Expedición, plantas para Arnold Arboretum
- Nueva Guinea (1938-1939), tercer Archbold Nueva Guinea Expedición, plantas para Arnold Arboretum
- Nyasalandia (1946), Vernay Niasalandia Expedición, plantas para el Jardín Botánico de Nueva York
- Península del Cabo York , Australia (1948), Archbold Cabo York Expedición, plantas para Arnold Arboretum
- África Tropical (1949-1950), Upjohn-Penick Expedición
- Nueva Guinea (1953), cuarto Archbold Nueva Guinea Expedición, plantas ir al Arnold Arboretum
- Nueva Guinea (1956-1957), quinto Archbold Nueva Guinea Expedición, plantas ir al Rijksherbarium en Leiden , Países Bajos
- Nueva Guinea (1959), sexto Archbold Nueva Guinea Expedición, plantas ir al Herbario Nacional de EE. UU. en Washington D. C., EE. UU.

- La abreviatura «L.J.Brass» se emplea para indicar a Leonard John Brass como autoridad en la descripción y clasificación científica de los vegetales.[1]